# Шавиль
Шавиль (фр. Chaville) — муниципалитет во французском департаменте О-де-Сен, в регионе Иль-де-Франс. Население — 18 126 человек (2008).
Расстояние до Парижа — 14 км.

## Города-побратимы
- Барнет, Великобритания (1959)
- Альсфельд, Германия (1974)
- Тханьхоа, Вьетнам (1977)
- Сеттимо-Торинезе, Италия (1995)